# Korday Péter
Korday Péter, Peter Korday (eredetileg Halmi Péter, 1984.augusztus 8. – ) magyar rendező, producer, forgatókönyvíró.

## Pályája
Karrierjét színészként kezdte.
Vezető szerepeket játszott számos előadásban Németországban, Japánban, Kanadában és az Egyesült Államokban – többek között a The Phantom of the Opera, The Bat, The Merry Widow, Chicago, A Little Night Music, A View From The Bridge, Love’s Labour’s Lost, Anna Karenina című előadásokban.
Korday 2012-ben kapott először meghívást Los Angelesbe, ahol több hetet töltött a legendás, háromszoros Oscar-díjas rendező, Frank Capra egykori villájában a Hollywood Hillsen, akit David Lynch, Kuroszava és Steven Spielberg is nagy elődjének tekintett. Korday Péter számára is meghatározó élmény lett a film fővárosának atmoszférája, hiszen 2016-ig folyamatosan Los Angelesben dolgozott színházi rendezőként – Circus Princess, Baroness Lili, A Night at the Opera, Countess Maritza, All’s Well that Ends Well című produkciókban. Ottani munkája elismeréseként megkapta „A magyar kultúra tiszteletbeli kaliforniai nagykövete” címet, amelyet a Los Angeles-i főkonzul Kálmán László adott át számára.
2017-ben indult filmes karrierje a Jona Films Paris – később a Jonah Film Entertainment, a Budapest-Párizs központú cég művészeti igazgatójaként, majd rendezőként is – Coriandoli Verdi, J’en Ai Marre, Insieme, Unsent Letter, Adieu, Canzone D’Amore, Fille de l’Océan, Dreams of Los Angeles, It Was September, A Kind of Love című filmekkel.
2018-ban  Les Recherches Contiunent – Engedj el! című film – melynek co-executive producere Péter volt – meghívást kapott az Egyesült Államokba, a 18.Los Angeles-i Magyar Filmfesztiválra. A filmet kétszer is bemutatták: 2018. október 20-án a Laemmle's Royal Theater-ben West Los Angelesben és 2018. október 27-én a Laemmle’s NoHo7 Theater-ben, Hollywoodban. A főszereplő és producer Goztola Lorent Kristina, Korday Péter párja, akivel első közös munkájuk volt ez az alkotás.
2019 májusában Kristina és Péter filmes cége megkapta az akkreditációt a Cannes-i Filmfesztiválra. Protokolláris eseményeken vettek részt, olyan sztárok mellett, mint Salma Hayek, Monica Bellucci, Claude Lelouch, Christopher Lambert, Andie MacDowell, Quentin Tarantino, Jean Dujardin, vagy Gérard Darmon.
2020 januárjában forgatták Párizsban a Le Collier / A nyaklánc című kisjátékfilmet, mely francia-magyar koprodukcióban készült és melynek főszereplője és producere Goztola Lorent Kristina, a film forgatókönyvírója, rendezője és társproducere pedig Korday Péter volt. Az alkotás 2020 nyarán a Sweden Film Awards-on elnyerte a legjobb operatőrnek, majd Indiában, Bollywoodban, az Indo Global International Film Festival-on a legjobb rendezőnek járó elismerést, valamint a zsűri különdíját is. 2020 novemberében a Los Angeles Film Awards-on az „Inspiration Woman in a Film” elismerést kapta meg..
2022-ben a mű a Cannes Independent Film Festival-on (CIFF) a Legjobb Kísérleti Film kategóriájában nyert.
2024-ben Korday társalapítóként közreműködött a párizsi központú Gold Wood Pictures filmgyártó cég megalapításában, ahol azóta az igazgatói tevékenységeket látja el.
Korday Péter 2025-ben új, egész estés filmmel jelentkezik, melyet ismét Goztola Lorent Kristinával készített. "Flottant légèrement dans les Champs des Sphères" vagyis „A Könnyed lebegés a szférák mezején” című misztikus dráma egy tragikus baleset eltitkolt részleteit dolgozza fel, személyes élmények alapján. Az eredetileg terápiás írásként született könyv végül Korday ötlete alapján formálódott filmmé.

## Színházi rendezései
- Marriage by Lantern-Light (2017)
- Circus Princess (2016)
- Baroness Lili (2015)
- A Night at the Opera (2014)
- All’s Well that Ends Well (2013)
- Countess Maritza (2012)

## Filmes rendezései
- Flottant légèrement dans les Champs des Sphères (2025)
- Release (2023)
- Pater Noster (2022)
- La Luce (2021)
- Le Collier (2020)
- Behind the scene (2020)
- Unsent Letter (2020)
- You Don't Need Money to Be Loved (2019)
- Adieu (2019)
- My Beautiful Homeland (2019)
- Coloured Pencils in My Soul (2018)
- Zingarella (2018)
- Frida (2018)
- Clown (2017)

## Produceri munkái
- Flottant légèrement dans les Champs des Sphères (2025)
- Lost Property (2021)
- Valentine's Day (2021)
- Le Collier (2020)
- Fille de l'Océan (2019)
- It was September (2018)
- Do you like reading? (2018)
- A Kind of Love (2018)
- Acta est fabula (2018)
- Les recherches continuent (2017)

## Díjak
- Best Experimental Film (Le Collier) Cannes Independent Film Festival (CIFF), 2022
- Best Director és Special Jury Awards (Le Collier) – Indo Global International Film Festival, 2020
- Best Picture (Le Collier)  – Sweden Film Awards, 2020
- Inspiration Woman in a Film (Le Collier) – Los Angeles Film Awards, 2020
- A magyar kultúra tiszteletbeli kaliforniai nagykövete – Los Angeles, 2015